# 청구 (산웨이시)

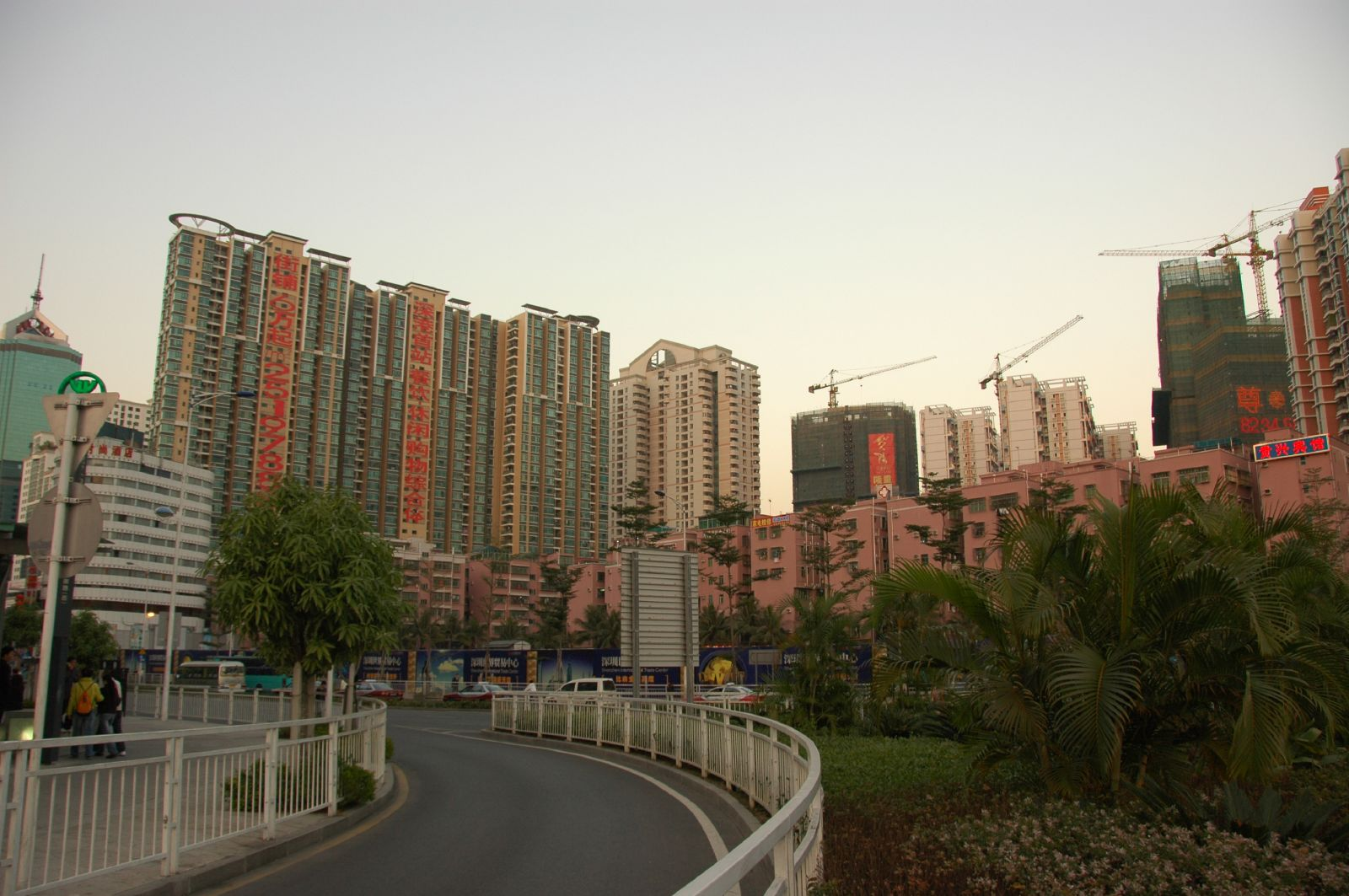

청구(한국어: 성구, 중국어: 城区, 병음: Chéng Qū)는 중화인민공화국 광둥성 산웨이 시의 현급 행정구역이다. 넓이는 421km2이고, 인구는 2007년 기준으로 490,000명이다.

## 행정 구역
7개 가도, 3개 진을 관할한다.
- 가도: 香洲街道, 新港街道, 凤山街道, 田乾街道, 东洲街道, 遮浪街道, 马宫街道.
- 진: 捷胜镇, 红草镇, 东涌镇.